# Allium archeotrichon
Allium archeotrichon — вид рослин з родини амарилісових (Amaryllidaceae); ендемік Греції.

## Опис
Цибулина поодинока; цибулинки відсутні. Листки й листові піхви густо волосисті. Гілочки суцвіття приблизно паралельні. Сегменти оцвітини до 6 мм завдовжки. Пиляки жовті або пурпурувато-рожеві. Пилок жовтий.  2n = 2x = 16.

## Поширення
Ендемік Греції — Східні Егейські острови (Родос, Тілос, Сімі).